# 不入斗町
不入斗町　（いりやまずちょう）は、神奈川県横須賀市の地名。現行行政地名は不入斗町一丁目から不入斗町四丁目。住居表示は二丁目のみ実施済。

## 地理
横須賀市の北東部に位置し、東に上町、南東に佐野町 、南に汐見台、南西に平和台と鶴が丘、西に坂本町、北に汐入町と接している。

### 地価
住宅地の地価は、2023年（令和5年）1月1日の公示地価によれば、不入斗町3丁目57番2の地点で11万7000円/m2となっている。

## 世帯数と人口
2023年（令和5年）4月1日現在（横須賀市発表）の世帯数と人口は以下の通りである。
| 丁目           | 世帯数    | 人口    |
| -------------- | --------- | ------- |
| 不入斗町一丁目 | 74世帯    | 122人   |
| 不入斗町二丁目 | 138世帯   | 292人   |
| 不入斗町三丁目 | 673世帯   | 1,325人 |
| 不入斗町四丁目 | 335世帯   | 592人   |
| 計             | 1,220世帯 | 2,331人 |

### 人口の変遷
国勢調査による人口の推移。
| 年                 | 人口  |
| ------------------ | ----- |
| 1995年（平成7年）  | 3,588 |
| 2000年（平成12年） | 3,314 |
| 2005年（平成17年） | 3,032 |
| 2010年（平成22年） | 2,738 |
| 2015年（平成27年） | 2,548 |
| 2020年（令和2年）  | 2,304 |

### 世帯数の変遷
国勢調査による世帯数の推移。
| 年                 | 世帯数 |
| ------------------ | ------ |
| 1995年（平成7年）  | 1,259  |
| 2000年（平成12年） | 1,234  |
| 2005年（平成17年） | 1,156  |
| 2010年（平成22年） | 1,131  |
| 2015年（平成27年） | 1,112  |
| 2020年（令和2年）  | 1,062  |

## 学区
市立小・中学校に通う場合、学区は以下の通りとなる（2022年3月時点）。
| 丁目           | 番・番地等 | 小学校                 | 中学校                 |
| -------------- | ---------- | ---------------------- | ---------------------- |
| 不入斗町一丁目 | 全域       | 横須賀市立鶴久保小学校 | 横須賀市立不入斗中学校 |
| 不入斗町二丁目 | 全域       | 横須賀市立鶴久保小学校 | 横須賀市立不入斗中学校 |
| 不入斗町三丁目 | 全域       | 横須賀市立鶴久保小学校 | 横須賀市立不入斗中学校 |
| 不入斗町四丁目 | 22〜46番地 | 横須賀市立豊島小学校   | 横須賀市立不入斗中学校 |
| 不入斗町四丁目 | 上記以外   | 横須賀市立桜小学校     | 横須賀市立坂本中学校   |

## 事業所
2021年（令和3年）現在の経済センサス調査による事業所数と従業員数は以下の通りである。
| 丁目           | 事業所数 | 従業員数 |
| -------------- | -------- | -------- |
| 不入斗町一丁目 | 8事業所  | 116人    |
| 不入斗町二丁目 | 5事業所  | 17人     |
| 不入斗町三丁目 | 22事業所 | 49人     |
| 不入斗町四丁目 | 11事業所 | 41人     |
| 計             | 46事業所 | 223人    |

### 事業者数の変遷
経済センサスによる事業所数の推移。
| 年                 | 事業者数 |
| ------------------ | -------- |
| 2016年（平成28年） | 62       |
| 2021年（令和3年）  | 46       |

### 従業員数の変遷
経済センサスによる従業員数の推移。
| 年                 | 従業員数 |
| ------------------ | -------- |
| 2016年（平成28年） | 235      |
| 2021年（令和3年）  | 223      |

## 施設
- 不入斗公園
- 横須賀市立鶴久保小学校

## その他

### 日本郵便
- 郵便番号 : 238-0051[2]（集配局 : 横須賀郵便局[15]）。